# Акчори
Акчори — мыс на севере Охотского моря в губе Внутренняя.

## Топоним
Название представляет собой анаграмму слова «Ирочка».

## География
Расположен в южной части полуострова Тайгонос, на севере губы Внутренняя — части Гижигинской губы и залива Шелихова. Северо-восточнее находится безымянная вершина высотой 274 метра, на западе мыса — устье безымянного водотока.
У берегов Внутренней губы расположено некоторое количество отдельных скал, возле Акчори находится наиболее высокий из кекуров — 116-метровый. К юго-востоку от мыса возвышается остров Нилрэп с обрывистыми берегами.
Средняя величина прилива у мыса — 6 метров, наибольшая глубина у берега — 24–27 метров.